# Mangannodul

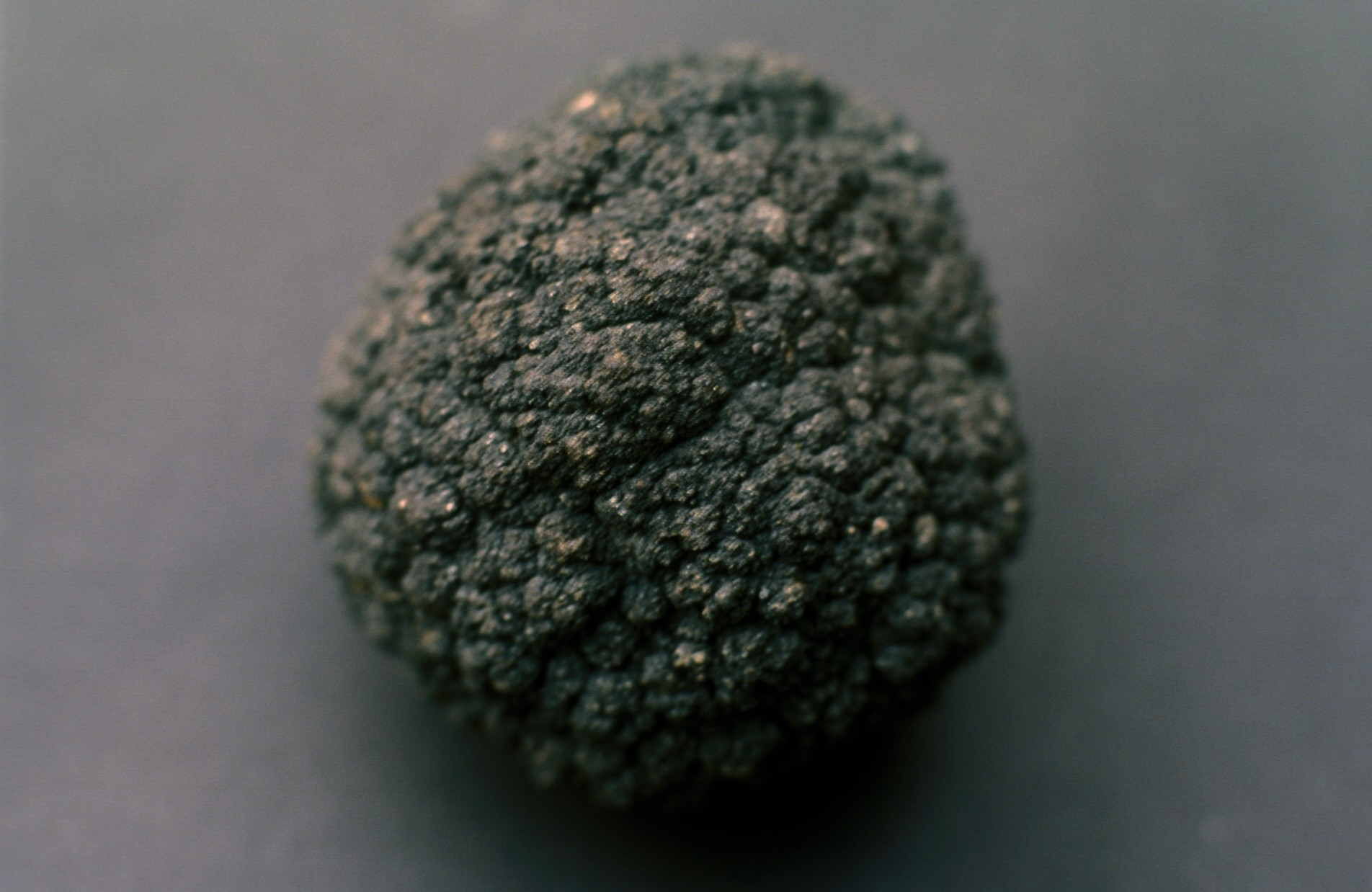
Mangannodul

Mangannoduler är potatisstora stenar som finns på havsbottnen. De har bildats genom kemiska utfällningar och innehåller mycket mangan.